# Presse écrite en Afrique du Sud
Cet article traite de la presse écrite en Afrique du Sud. 

## Historique
Les débuts de la presse écrite sud-africaine remontent au début des années 1800 quand le gouverneur de la Colonie du Cap avait fait procéder à la publication de deux journaux intitulés le Cape Town Gazette et l'African Advertiser. Cette presse est alors le porte-parole du gouvernement de la colonie.  
En 1824, un  premier journal privé, le SA Commercial Advertiser, est publié. 
En 1829, le principe de la liberté de la presse est établi dans la colonie du Cap par la Couronne Britannique, grâce à l'action des sud-africains, Thomas Pringle, James Fairbairn et George Greig. 
En 1830, le premier journal en langue néerlandaise, De Zuid Afrikaan , est publié. 
En 1837, le premier journal en langue nguni, Umshumayeli Wendaba est à son tour publié. 
En 1850, l'Afrique du Sud compte alors pas moins de 35 journaux diffusés dans la colonie du Cap, au Natal et au Transvaal. Il faut attendre l'année 1876 pour que des historiens afrikaners comme Stephanus Jacobus du Toit publient Die Afrikaanse Patriot, le premier journal en langue afrikaans. En 1884, le premier journal contrôlé par des noirs, Imvo Zabantsunda et publié en xhosa est lancé. 
En Afrique du Sud, la presse d'opinion a une longue et ancienne tradition. Die Afrikaanse Patriot fut ainsi l'un des tout  premiers organes de presse revendicative.  Durant la deuxième moitié du XXe siècle, durant la période d'apartheid (1948-1991), l'État sud-africain tenta d'interférer et de restreindre la liberté de la presse par le biais de lois favorisant la censure ou l'auto-censure. Si certains journaux, essentiellement de langue afrikaans, soutenaient le conservatisme racial en Afrique du Sud, d'autres, comme The Weekly Mail, Grassroots ou Vrye Weekblad défiaient quotidiennement le gouvernement par une politique éditoriale très combative. D'une manière générale, tous les quotidiens d'opinions de langue anglaise, à l'exception de  The Citizen, étaient réputés d'opposition.
Jusqu'en 1994, l'industrie de la presse se partage essentiellement entre  celle de langue anglaise et celle de langue afrikaans. La presse de langue anglaise était contrôlée principalement par deux groupes de presse : le Groupe Argus (The Star, Cape Times, The Argus et Daily News) et Times Media Limited (The Sunday Times, Business Day et Financial Mail). Celle de langue afrikaans était contrôlée par Naspers et Perskor (The Citizen pourtant en langue anglaise). 
En 1995, le groupe Independent News and Media, à capital étranger, est devenu majoritaire dans le Groupe Argus et en 1996, Johnnic Communications, à capital majoritairement détenu par des sud-africains noirs, a pris le contrôle de TML. 
En 1998, le groupe Caxton prenait le contrôle de Perskor tout en consolidant sa position dans les journaux communautaires et les journaux gratuits.
La majorité des quotidiens sud-africains appartient aujourd'hui à un grand groupe de presse : Avusa Publishing, Naspers, Independent News and Media, et CTP/Caxton. 
Selon le South African Audit Bureau of Circulation, il y avait, en 1996, 36 quotidiens à diffusion nationale en Afrique du Sud, comprenant quelques journaux régionaux, dont : 
- 29 en langue anglaise,
- 4 en afrikaans,
- 2 en langue zoulou
- 1 en langue xhosa.

Le Mail & Guardian, quotidien progressiste anglophone, est l'un des plus importants organes de presse indépendants du pays.

## Liste de journaux

### Nationaux

#### Contemporains
| - Beeld - Business Day - The Citizen - City Press - Mail & Guardian | - Rapport - Sunday Independent - The Times (en) - The Sunday Times - Daily Sun | - Huisgenoot - J News - Die Burger - Business Report - Volksblad | - The Star |

#### Disparus
- Die Transvaler
- Die Vaderland
- Hoofstad
- New Nation
- Nova
- Oggendblad
- Oosterlig
- Rand Daily Mail
- South
- The Friend
- ThisDay
- Vrye Weekblad

### Quotidiens sur Internet
- South Africa: The Good News
- News24

### Régionaux
Les provinces, les villes et les communes d'Afrique du Sud disposent aussi d'une presse écrite locale mais de diffusion restreinte.

#### Cap-Oriental
| - The Herald - Daily Dispatch - Pondo News | - Mthatha Herald - Go & Express - Port Elizabeth Express |

#### État-Libre
| - Bloem Nuus - Kroon Nuus - Maluti - Noordelike Stem | - Ons Stad - Vista - Vrystaat |

#### Cap-Nord
- Diamond Fields Advertiser
- Noordkaap

#### Gauteng
| - Carletonville Herald - Pretoria News - The Sowetan - Vaal Weekly - Boksburg Advertiser | - Vaal Weekblad - Die Afrikaner - Pretoria Rekord - Tswhane Eastern News - Krugersdorp News |

#### Nord-Ouest
- Kormorant
- Potchefstroom Herald
- Rustenburg Herald

#### Limpopo
- Die Kwêvoël/Bushveld News
- Limpopo Mirror/Zoutpansberger

#### Mpumalanga
- Lowvelder
- Witbank News

#### KwaZulu-Natal
| - The Daily News - Isolezwe - The Mercury - Post | - The Witness - Sunday Tribune - The Bugle - Chatsworth Tabloid | - eThekwini Times - Ladysmith Herald - Natal Witness - Newcastle Express | - Southern Star - Sunday Tribune - Umlazi Times - Weekly Gazette | - Zululand Observer |

#### Cap-Occidental
| - Cape Argus - Cape Times - Daily Voice - Die Son - City Vision - District Mail - Eikestad Nuus (Stellenbosch Gazette) - Gordon's Bay & Strand Herald | - Hermanus Times - Metro Burger - Overberg Venster - Paarl Post - People's Post - Tyger Burger - Weslander |

#### Autres
| - Alberton Record - Atlantic Sun (en) - Barberton Times - Bedford/Edenvale News - Benoni City Times - Berea Mail - Bosvelder - Brakpan Herald - Breede.com - Brits Pos - Capricorn Voice - City Vision-WCape - Daller - Echo - Estcourt & Midlands News - Forum - Gemsbok - Germiston City News - Helderberg.com - Highveld Voice | - Highway Mail - Kasi News - Kempton Express - Klerksdorp Record - Kuruman Bulletin - Ladysmith Gazette - Leisure Options - Letaba Herald - Middelburg Observer - Midrand Reporter - Mid South Coast Mail - Moutse News - Mpumalanga News - Newcastle Advertiser - Noordwester - Northcliff/Melville Times - North Eastern Tribune - Northglen News - Phalaborwa Pretoria Record - Queensburg News | - Randburg Sun - Randfontein Herald - Ridge Times - Roodepoort Record - Rosebank Killarney Gazette - Sandton Chronicle - South Coast Herald - South Coast Sun - Southern Courier - Southern Suburbs Tatler - Standerton Advertiser - Steelburger - Tembisan - The Hilltop - The Mail - Times of Newcastle - TygerBurger - Umlozi Wezindaba - Vryheid Herald |

### Étudiants
- Wapad - Université du Nord-Ouest, Potchefstroom
- Activate - Université Rhodes
- Vuvuzela - Université du Witwatersrand ,
- Irawa - Université de l'État-Libre
- Die Matie - Université de Stellenbosch
- Nux - Université du KwaZulu-Natal
- Varsity - Université du Cap